# Casa del Estado de Indiana
La Casa del Estado de Indiana (en inglés, Indiana State House) es el edificio del capitolio estatal del estado estadounidense de Indiana. Alberga la Asamblea General de Indiana, la oficina del Gobernador de Indiana, la Corte Suprema de Indiana y otras oficinas estatales. Está ubicada en Indianápolis, la apital estatal, en el 200 West Washington Street. Construida en 1888, es el quinto edificio que alberga el gobierno estatal.
La primera Casa del Estado, ubicada en Corydon, todavía está en pie y se mantiene como un sitio histórico. El segundo edificio fue el antiguo palacio de justicia del condado de Marion, que fue demolido y reemplazado a principios del siglo XX. El tercer edificio era una estructura inspirada en el Partenón, pero fue abasndonado en 1877 debido a defectos estructurales y demolido para que la actual casa de gobierno pudiera construirse en su ubicación.

## Historia

### Primer edificio

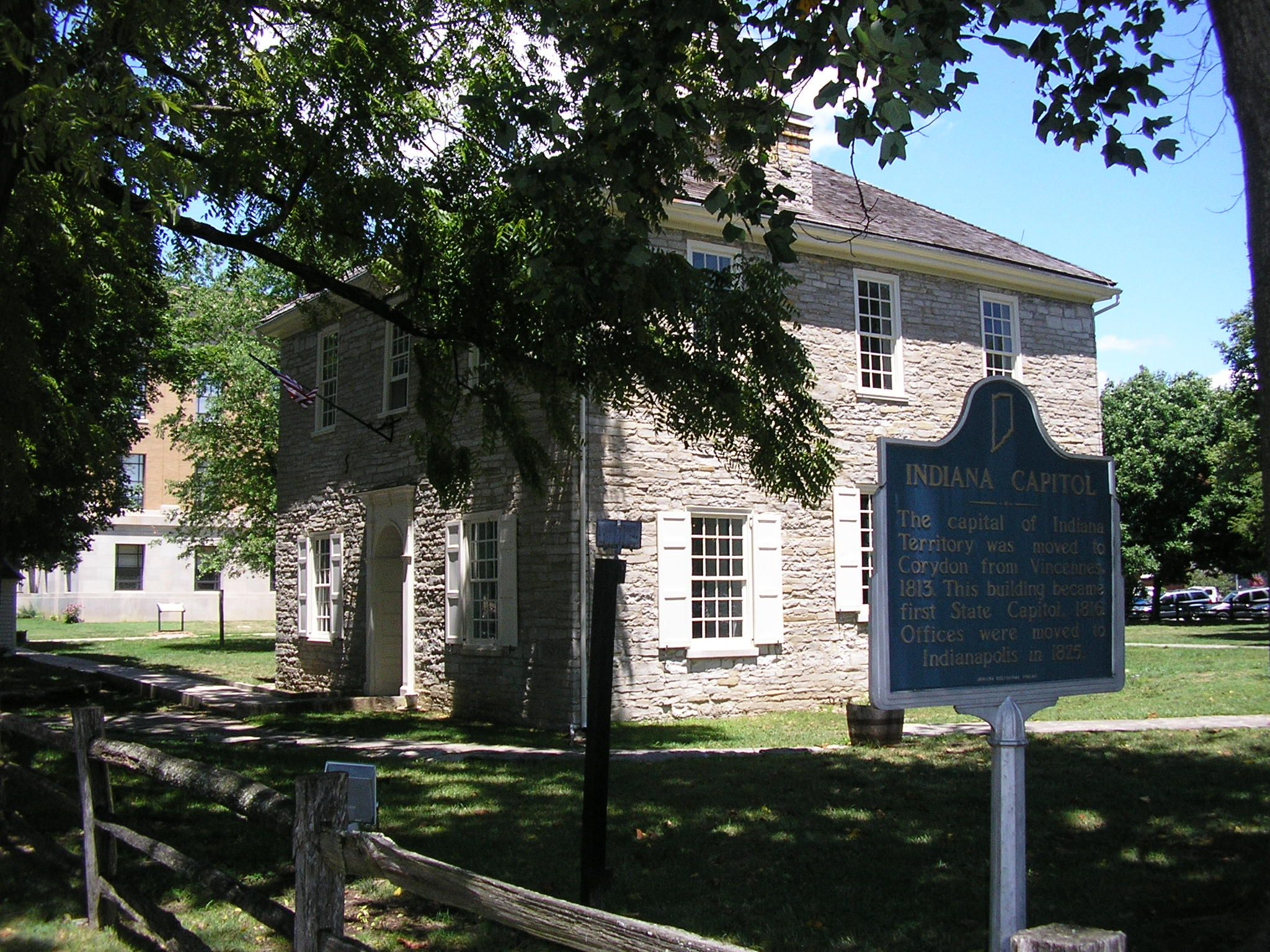
El edificio de la primera Casas del Estado aún subsiste en el centro de Corydon.

Cuando Indiana se convirtió en estado en 1816, la capital estaba ubicada en Corydon. El primer edificio del capitolio fue un humilde edificio de piedra caliza de dos pisos construido en 1813 para albergar a la legislatura del Territorio de Indiana. Fue construido por una empresa propiedad de Dennis Pennington, miembro de la primera legislatura territorial. La construcción costó 1500 dólares, pagada por los ciudadanos del condado de Harrison y se completó en tres años. Medía 3,7 m² con paredes de más de 1 metro de espesor y techos de 3 m. El edificio estaba hecho de piedra caliza extraída de una cantera cercana y, en el momento de su finalización, era uno de los edificios más grandes del estado.
El capitolio tenía tres habitaciones y rápidamente se volvió demasiado pequeño para el gobierno estatal, que tuvo que erigir edificios de oficinas adicionales al otro lado de la calle para la administración del estado. El piso inferior de la cámara estatal fue utilizado por la Cámara de Representantes de Indiana. El piso superior se dividió en dos salas, una para el Senado del Estado de Indiana y otra para la Corte Suprema de Indiana, con un pasillo estrecho entre ellas. El edificio fue abandonado como capitolio en 1824 y fue entregado al condado de Harrison para usarlo como palacio de justicia. El antiguo edificio del capitolio aún se conserva y ahora es un sitio histórico estatal.

### Segundo edificio
Cuando el gobierno estatal se trasladó a Indianápolis en diciembre de 1824, el gobierno estaba alojado en el Palacio de Justicia del Condado de Marion. El palacio de justicia se había construido con fondos estatales en 1822 después de que se eligiera Indianápolis como el sitio para el nuevo capitolio. El palacio de justicia sirvió como edificio del capitolio del estado durante doce años. En ese momento, Indianápolis era un sitio fronterizo, casi 100 km del asentamiento más cercano de importancia, lo que hace que la construcción a gran escala no sea práctica.
El traslado a Indianápolis fue una ardua tarea. En ese momento era un viaje de once días a caballo desde Corydon hasta la nueva capital. Para complicar las cosas, no existía ningún camino y hubo que cortar un camino para los carros a través de los densos bosques durante el tránsito invernal mientras la larga caravana avanzaba hacia el norte. La caravana era grande porque contenía la tesorería estatal, la biblioteca estatal, los registros estatales, el mobiliario de la Asamblea General, la Corte Suprema y las Oficinas Ejecutivas, junto con una gran cantidad de otros implementos para ayudar a la caravana en su largo viaje. El coronel Samuel Merrill, tesorero del estado, fue autorizado por la Asamblea General para supervisar la mudanza. Al final, tomó más de un mes trasladar al gobierno a Indianápolis. El primer período de sesiones de la Asamblea General se celebró allí en enero de 1825.

### Tercer edificio

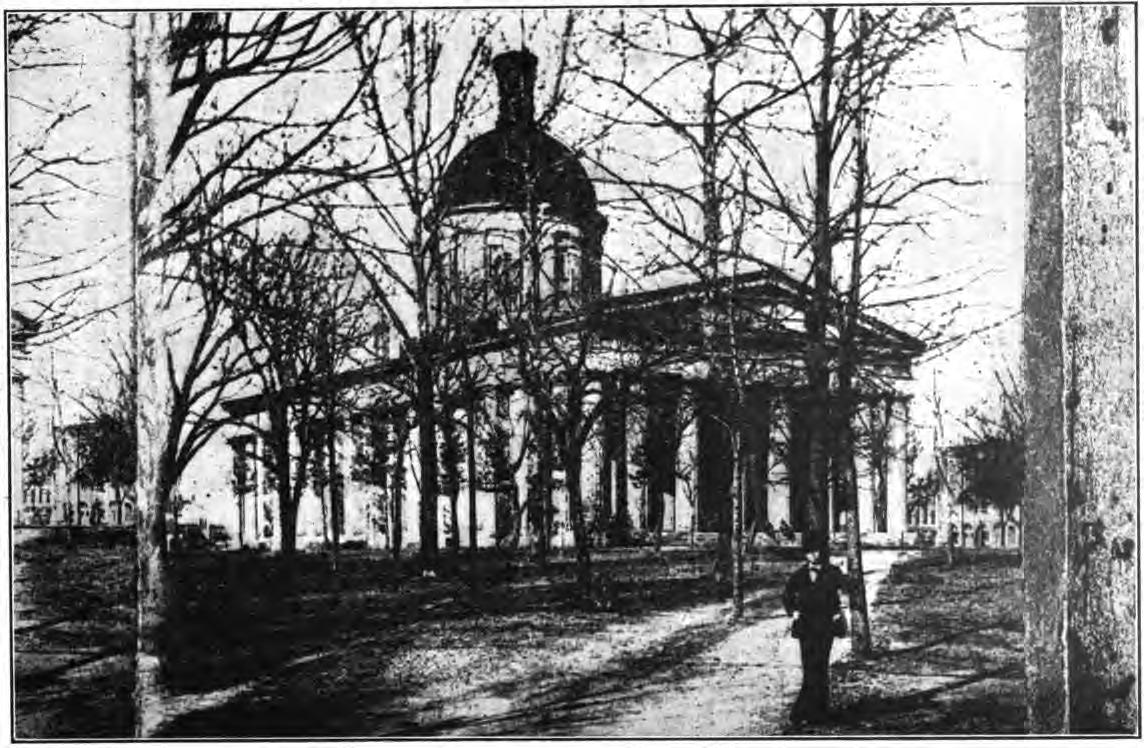
La tercera Casa del Estado de Indiana tenía un diseño inspirado en el Partenón

En 1831, la Asamblea General de Indiana aprobó la construcción de una nueva Casa del Estado. El edificio se financiaría con la venta de lotes de terreno en Indianápolis. Se estableció una comisión y el comisionado James Blake ofreció un premio de 150 dólares al arquitecto que pudiera diseñar la mejor Casa del Estado. La firma de Ithiel Town y Alexander Jackson Davis crearon el diseño ganador. Sus planes eran para una estructura inspirada en el antiguo Partenón griego. El edificio se parecía mucho al Partenón excepto por una gran cúpula central. Town y Davis recibieron el contrato para construir el edificio y lo terminaron antes de lo previsto en 1835.
La Casa del Estado fue construida con piedra caliza azul, de dos pisos de altura. El gobernador y la Corte Suprema ocuparon el piso inferior y la legislatura ocupó el piso superior, con cada casa en su propio ala. Fue el escenario de muchos grandes eventos en su historia, incluido un féretro para Abraham Lincoln. El edificio fue popular después de su construcción, pero en la década de 1860, el estilo neogriego había pasado de moda y el edificio comenzaba a volverse decrépito. Los cimientos de piedra caliza del edificio comenzaron a fallar y muchos temieron un colapso estructural general del edificio. En 1867 se derrumbó el techo de las cámaras de la Cámara de Representantes de Indiana. En 1873 se llevó a cabo un debate sobre cómo conservar el edificio, pero no se encontró ninguna solución. Para cuando el gobernador James Williams fue elegido para el cargo, el edificio estaba a punto de ser condenado. Finalmente fue demolido en 1877.

### Cuarto edificio
Cuando la tercera Casa del Estado fue considerada insegura en 1876, el gobierno abandonó el edificio. La Asamblea General se trasladó a un gran edificio de oficinas que se había construido en 1865 y que ya albergaba la Corte Suprema. El gobernador y el personal ejecutivo se trasladaron a otro edificio de oficinas. El edificio de oficinas se utilizó como Casa del Estado mientras se construía la nueva. En 1887, se podían usar suficientes pisos inferiores para que el gobierno se mudara del estrecho espacio de oficinas y comenzara a celebrar sesiones en la nueva estructura.

## Edificio actual

### Construcción

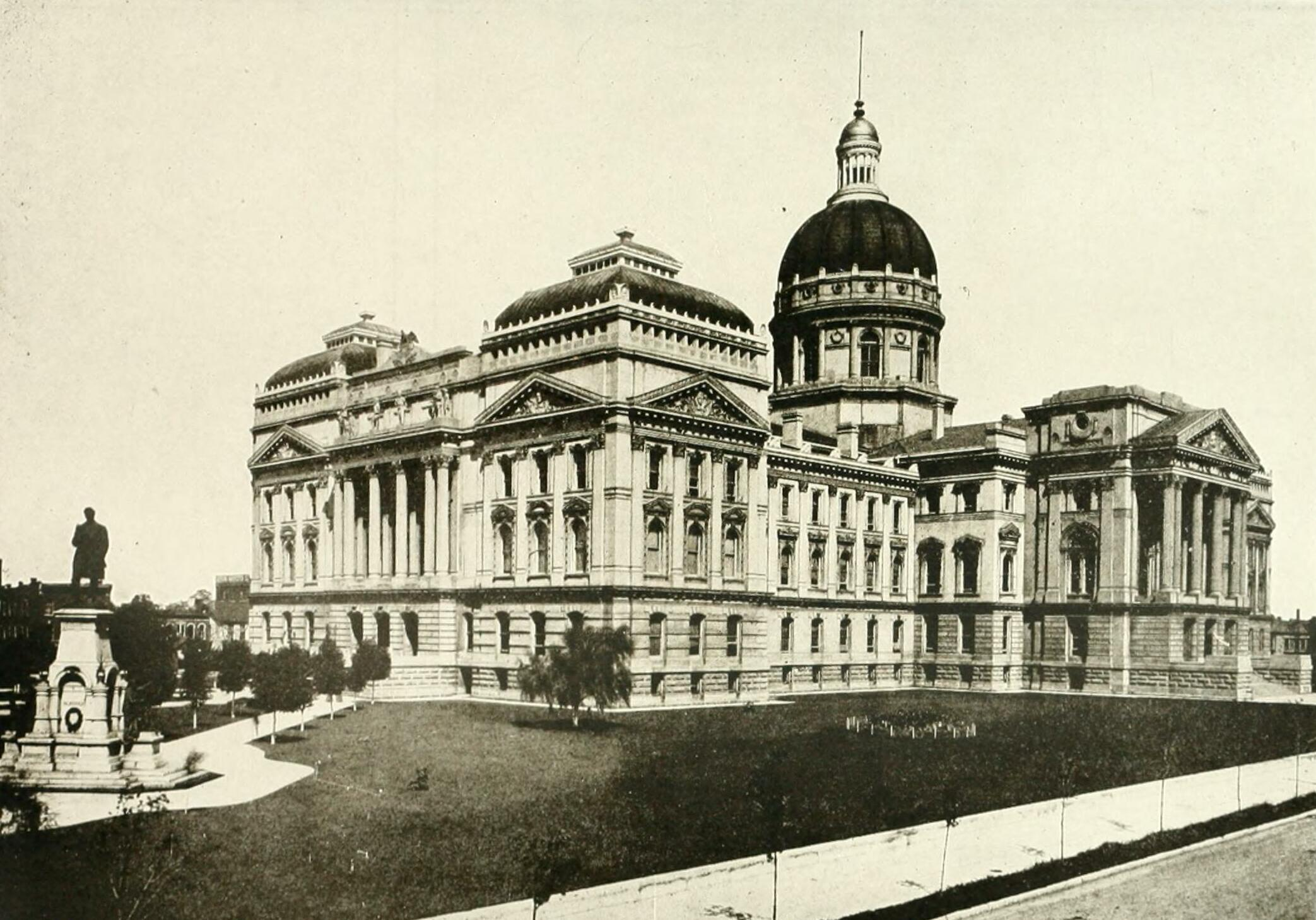
La Casa del Estado tal como apareció en 1908.

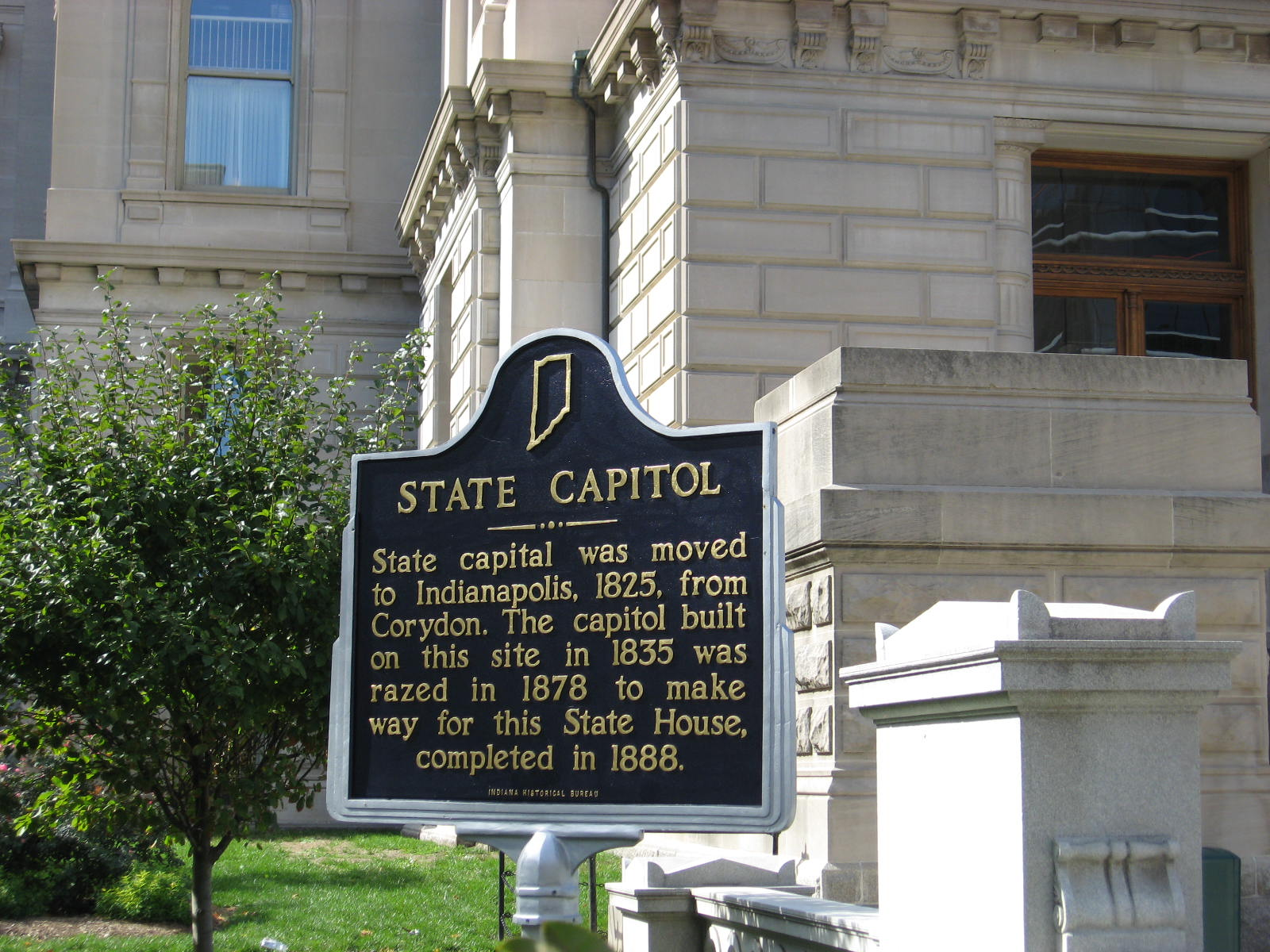
Indiana Historical Marker en la actual State House.

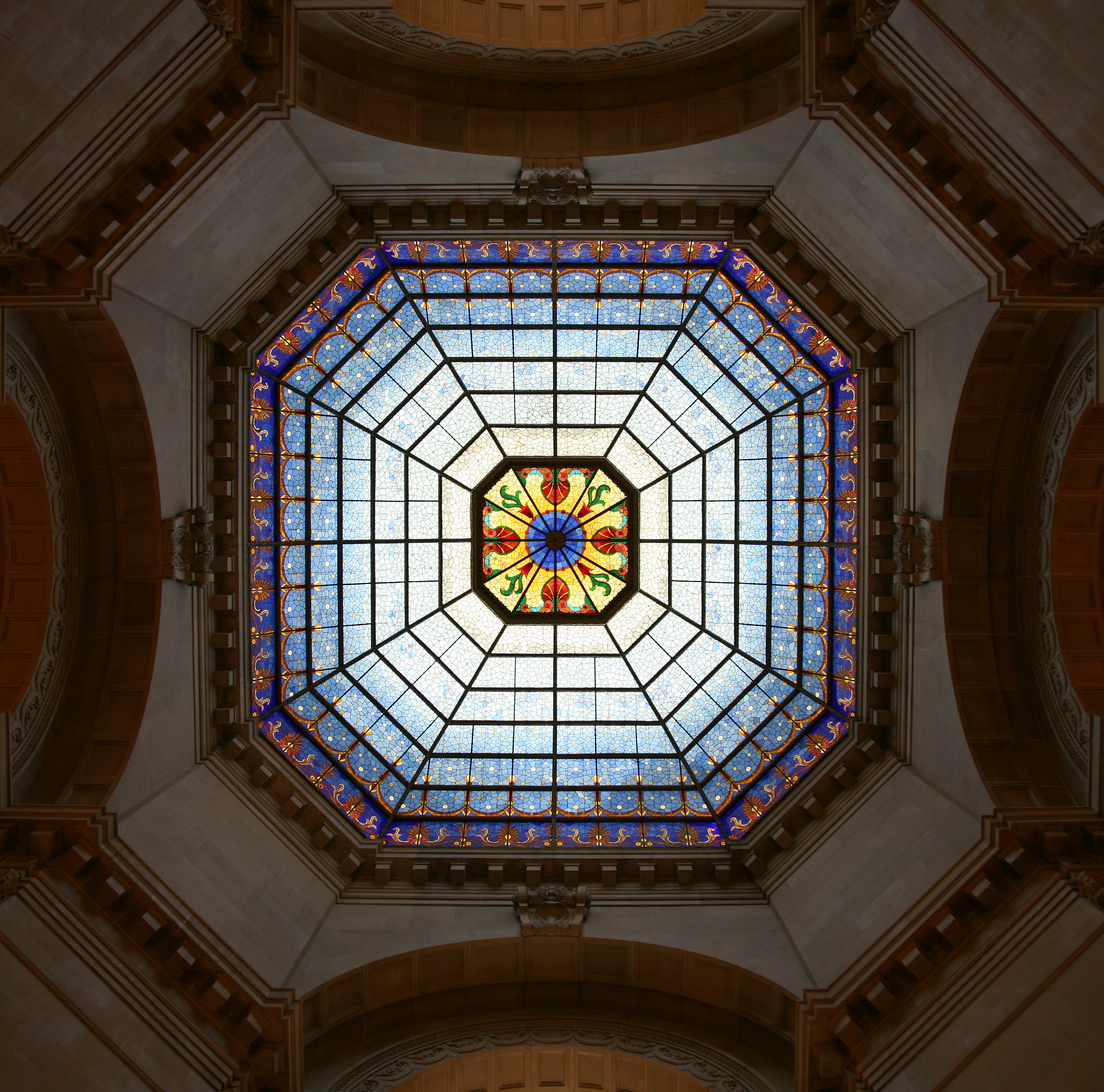
Interior de la rotonda de la Cámara de Representantes.

Con el rápido aumento de la población de Indiana a mediados del siglo XIX, el gobierno del estado aumentó de tamaño, lo que provocó que el edificio del capitolio anterior se llenara de gente. En 1865, se tuvo que construir un edificio de oficinas estatales para albergar a algunos de los gobiernos en auge, y la Corte Suprema y varias oficinas se trasladaron al nuevo edificio. Cuando la casa del estado fue condenada en 1877, el estado no tenía un edificio del capitolio real, y la administración del gobernador James D. Williams propuso la construcción del del capitolio actual. El plan fue aprobado por la Asamblea General de Indiana durante la sesión legislativa de 1878. Después de que el edificio del tercer capitolio estatal fuera demolido, el nuevo edificio se construyó en el mismo sitio. Se asignaron 2 millones de dólares para la construcción del nuevo edificio y se completó en 1888. El gobernador Williams, que era famoso por su frugalidad, pudo completar el proyecto por 1,8 millones de dólares y devolvió los 200 000 adicionales al fondo general.
Un equipo de comisionados, incluido el ex general de la Guerra de Secesión y el ingeniero civil Thomas A. Morris, planificó y supervisó el proyecto. La estructura fue diseñada por Edwin May, un arquitecto de Indianápolis. No queriendo repetir los errores cometidos en la construcción de la cámara estatal anterior, la legislatura requirió que el nuevo capitolio se construyera sobre una base sólida para que durara muchas décadas. La construcción comenzó en 1880 y la primera piedra se colocó el 28 de septiembre. Edwin May murió en febrero de ese año y Adolph Sherrer supervisó el proyecto durante todo el período de construcción. El interior fue modelado en estilo renacentista italiano. Siempre que fue posible, se utilizaron materiales nativos de Indiana. Las puertas estaban hechas de roble de Indiana y se utilizó piedra caliza de Indiana en toda la estructura. La piedra angular del edificio es un bloque de diez toneladas de piedra caliza extraído en Spencer. La cúpula central se completó en 1883. El edificio también estaba cableado para la electricidad, a pesar de que Indianápolis aún no contaba con una red eléctrica. En 1887, el nuevo capitolio estaba lo suficientemente terminado como para que se celebrara allí la primera sesión legislativa. La construcción finalmente duró ocho años, y el edificio finalmente se completó en octubre de 1888. Con el pináculo del edificio alcanzando 78 m altura, era el segundo edificio más alto del estado en el momento de su finalización.
Se hizo un agujero en la piedra angular y se colocó una cápsula del tiempo en el interior que contenía cuarenta y dos artículos. Los artículos incluían informes anuales de todas las agencias gubernamentales, una Biblia, muestras de varias variedades de cultivos cultivados en Indiana, varias monedas nuevas, mapas y periódicos locales, un libro sobre la historia de Indianápolis y folletos de muchas de las instituciones de la ciudad.
El edificio está diseñado en forma de cruz. Una gran rotonda central con un techo abovedado de vidrio conecta las cuatro alas. La estructura tiene cuatro pisos de altura. El primer piso alberga las oficinas ejecutivas de la administración. Las oficinas de la Cámara de Representantes de Indiana están en el lado este del segundo piso, mientras que las del Senado del Estado de Indiana están en el lado oeste del segundo piso. Las oficinas de la Corte Suprema de Indiana están en el extremo norte del segundo piso. La Biblioteca de Derecho de la Corte Suprema de setenta mil volúmenes está ubicada en el tercer piso. El tercer piso también alberga las salas de la Cámara, el Senado y la Corte Suprema, y el cuarto piso alberga la sala de audiencias de la Corte de Apelaciones de Indiana y las oficinas de nueve de los quince jueces de la Corte. Oficina ejecutiva adicional y espacio de almacenamiento. El edificio fue construido con el propósito de albergar a todo el gobierno del estado. Durante varias décadas, todas las oficinas gubernamentales se alojaron dentro del edificio, hasta que el gobierno volvió a superar la estructura; la mayoría de las oficinas estatales se han ido retirando gradualmente del edificio. Frente a la Casa del Estado se encuentra una estatua de Oliver Morton, gobernador de Indiana durante la Guerra Civil.

### Renovación

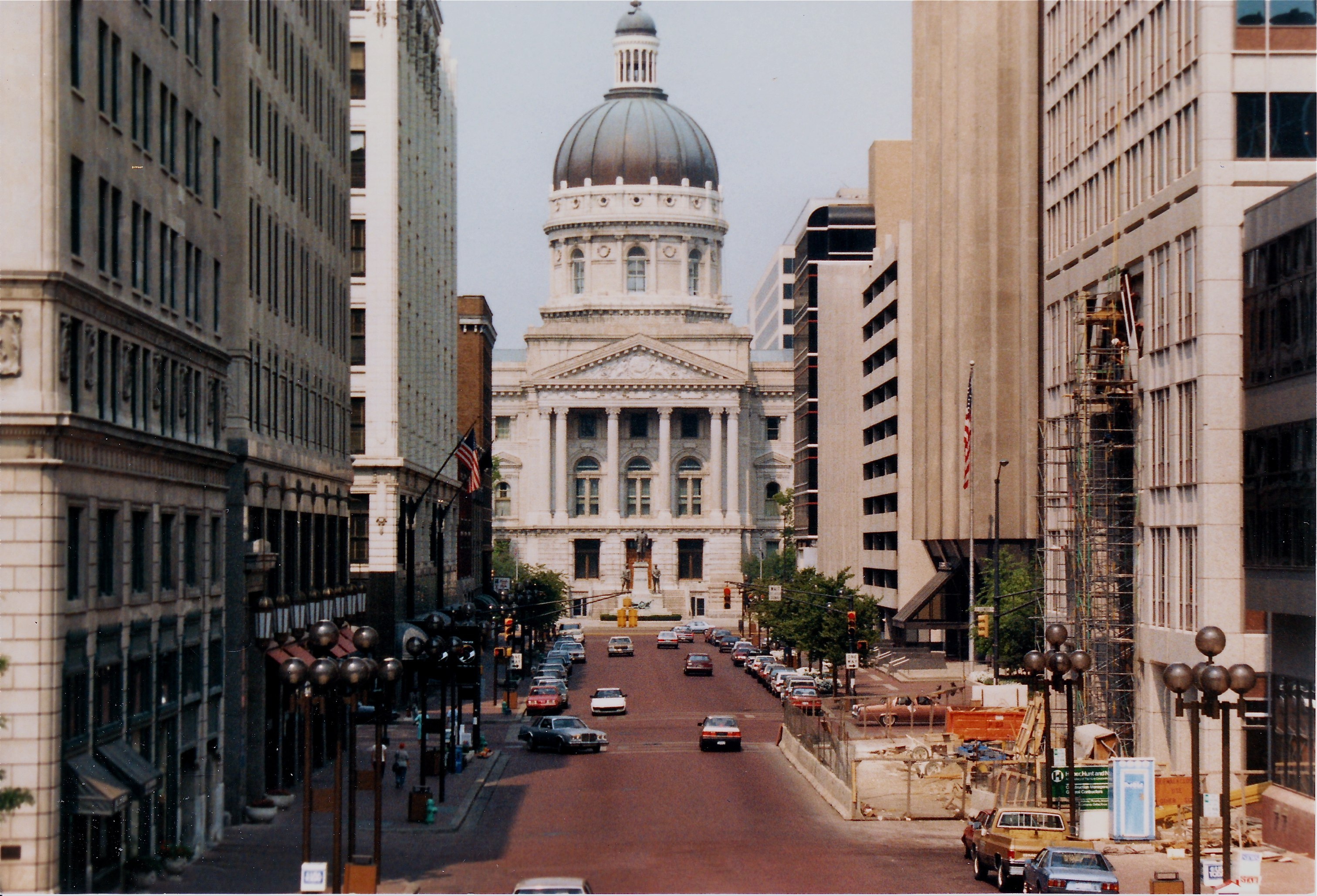
La Casa del Estado desde el Monumento a los Soldados y Marineros en 1988, antes de la renovación.

En 1988, la administración del gobernador Robert D. Orr propuso que la Asamblea General de Indiana renovara la Casa del Estado como parte de la "Celebración Hoosier '88", el año del centenario del edificio. La Asamblea General aprobó, y el edificio tuvo una extensa que continuó hasta 1995.
Durante el proceso de renovación, se limpió y pulió toda la mampostería de la Casa del Estado, que consiste en columnas y bloques de mármol, granito y piedra caliza. Toda la carpintería del edificio fue reparada o reemplazada. Se reemplazaron los vidrios rotos en el tragaluz de la cúpula central. La iluminación del edificio se actualizó con nuevos candelabros basados en los diseños originales y se repintaron la mayoría de las paredes interiores. El edificio fue cableado para una nueva red de datos para preparar el edificio para la tecnología del siglo XXI.
En 1984, la Casa del Estado de Indiana se agregó al Registro Nacional de Lugares Históricos y sigue siendo un edificio protegido. La Casa del Estado está abierta para visitas públicas durante la semana laboral y con visitas limitadas durante las mañanas de fin de semana.

### Obras de arte
Dentro y alrededor de la propiedad de State House hay más de 40 obras de arte público que representan a muchas personas importantes y eventos relacionados con el estado de Indiana. La colección abarca más de 130 años de actividad artística en una variedad de medios.